# Reuptake modulátor
A reuptake modulátorok vagy szállító modulátorok, a drogok egy olyan fajtája  ami modulálja egy vagy több neurotranszmitter reuptake-ét a saját neurotranszmitter szállítóikkal. Reuptake modulátorok például a reuptake inhibitorok és a reuptake fokozók.